# Africa's Next Top Model (prima edizione)
La prima edizione di Africa's Next Top Model è andata in onda sul canale M-net Africa Magic dal 10 novembre 2013 al 12 gennaio 2014, sotto la conduzione della modella nigeriana (che vestiva anche i panni di capo della giuria) Oluchi Onweagba; insieme a lei, volti noti del panorama africano come la ex top model Josie Borain, il fotografo e direttore artistico Remi Adetiba e lo stilista Carl Isaacs.
I casting per la scelta delle dodici finaliste si sono tenuti dal 6 luglio al 1º agosto 2013 e hanno toccato l'intero continente africano: Maputo (Mozambico), Johannesburg e Città del Capo (Sudafrica), Nairobi (Kenya), Accra (Ghana), Lagos (Nigeria) e Luanda (Angola).
I requisiti per la partecipazione al programma erano un'età compresa tra 18 e 27 anni e un'altezza minima di 170 centimetri; ancora, le aspiranti concorrenti non dovevano essere rappresentate da alcuna agenzia di moda (in quel caso, avrebbero dovuto rescindere il contratto) e dovevano sapere parlare inglese (la concorrente del Mozambico, Safira, era solo in grado di parlare portoghese, e per questo fu eliminata).
Gran parte delle riprese dello show sono state girate a Città del Capo, ma le ultime tre ragazze in gara hanno avuto l'opportunità di viaggiare a New York, dove la ventunenne Aamito Stacie Lagum, di Kampala, Uganda è stata decretata vincitrice, battendo la nigeriana Opeyemi Awoyemi e l'angolana Michaela Pinto.
Aamito ha portato a casa un contratto per un anno con la DNA Model Management, un contratto di rappresentanza di un anno con la Procter & Gamble, la possibilità di essere rappresentante di alcune compagnie turistiche africane, un premio di 50.000 dollari americani e un servizio per Elle.

## Concorrenti
(L'età si riferisce al tempo della messa in onda del programma)
| Concorrente           | Età | Altezza | Provenienza      | Posizione                    |
| --------------------- | --- | ------- | ---------------- | ---------------------------- |
| Steffi Gabriella Reti | 20  | 178 cm  | Nairobi          | Eliminate nell'episodio 2    |
| Marwa Faiza           | 22  | 170 cm  | Tunisia          | Eliminate nell'episodio 2    |
| Safira Mariquele      | 20  | 177 cm  | Maputo           | Eliminata nell'episodio 3    |
| Omowunmi Wanyonyi     | 23  | 175 cm  | Lagos            | Eliminata nell'episodio 4    |
| Rhulani Kubayi        | 20  | 178 cm  | Johannesburg     | Eliminata nell'episodio 5    |
| Joyce Zi Chedebe      | 24  | 175 cm  | Lagos            | Eliminata nell'episodio 6    |
| Michelle Allen        | 23  | 174 cm  | Pietermaritzburg | Eliminata nell'episodio 7    |
| Roselyn Ashkar        | 21  | 173 cm  | Accra            | Eliminate nell'episodio 8    |
| Cheandre van Blerk    | 20  | 174 cm  | Johannesburg     | Eliminate nell'episodio 8    |
| Opeyemi Awoyemi       | 25  | 183 cm  | Lagos            | Seconda e terza classificata |
| Michaela Pinto        | 21  | 178 cm  | Luanda           | Seconda e terza classificata |
| Aamito Stacie Lagum   | 21  | 180 cm  | Kampala          | Vincitrice                   |

## Riassunti

### Ordine di chiamata
| 1  | Omowunmi | Aamito   | Cheandre | Joyce    | Opeyemi  | Roselyn  | Aamito   | Aamito   | Aamito   | Aamito   |  |  |  |  |  |  |  |  |  |  |  |
| 2  | Joyce    | Michaela | Rhulani  | Cheandre | Joyce    | Aamito   | Opeyemi  | Michaela | Opeyemi  | Michaela |  |  |  |  |  |  |  |  |  |  |  |
| 3  | Opeyemi  | Opeyemi  | Michelle | Rhulani  | Roselyn  | Opeyemi  | Cheandre | Opeyemi  | Michaela | Opeyemi  |  |  |  |  |  |  |  |  |  |  |  |
| 4  | Roselyn  | Safira   | Joyce    | Roselyn  | Michaela | Michelle | Michaela | Cheandre |          |          |  |  |  |  |  |  |  |  |  |  |  |
| 5  | Cheandre | Roselyn  | Omowunmi | Michaela | Michelle | Cheandre | Roselyn  | Roselyn  |          |          |  |  |  |  |  |  |  |  |  |  |  |
| 6  | Michelle | Rhulani  | Michaela | Michelle | Aamito   | Michaela | Michelle |          |          |          |  |  |  |  |  |  |  |  |  |  |  |
| 7  | Rhulani  | Michelle | Aamito   | Aamito   | Cheandre | Joyce    |          |          |          |          |  |  |  |  |  |  |  |  |  |  |  |
| 8  | Marwa    | Joyce    | Opeyemi  | Opeyemi  | Rhulani  |          |          |          |          |          |  |  |  |  |  |  |  |  |  |  |  |
| 9  | Aamito   | Cheandre | Roselyn  | Omowunmi |          |          |          |          |          |          |  |  |  |  |  |  |  |  |  |  |  |
| 10 | Steffie  | Omowunmi | Safira   |          |          |          |          |          |          |          |  |  |  |  |  |  |  |  |  |  |  |
| 11 | Safira   | Marwa    |          |          |          |          |          |          |          |          |  |  |  |  |  |  |  |  |  |  |  |
| 12 | Michaela | Steffie  |          |          |          |          |          |          |          |          |  |  |  |  |  |  |  |  |  |  |  |

- L'episodio 1 non vede alcun ordine di chiamata, solo la presentazione delle 12 finaliste e parte dei casting in tutto il continente africano
- Alla fine dell'episodio 2, quattro concorrenti sono al ballottaggio: da una parte Cheandre e Omowunmi, dall'altra Marwa e Steffi; queste ultime due vengono eliminate
- Nell'episodio 9, Michaela viene eliminata, ma subito la conduttrice annuncia che non solo la giovane resta in gara, ma che tutte e tre le finaliste andranno a New York

     La concorrente è stata eliminata
     La concorrente viene eliminata ma subito fatta rientrare in gara
     La concorrente ha vinto la competizione

### Servizi fotografici
- Episodio 2: Scatti promozionali e video sigla d'apertura
- Episodio 3: Sfilata di beneficenza per la "South Africa Mental Health Organisation"
- Episodio 4: Rappresentanza prodotti "Procter & Gamble"
- Episodio 5: Beauty Shots con fiori e fogliame
- Episodio 6: Pubblicità compagnia telefonica con capre
- Episodio 7: Pubblicità "Verve" in bianco e nero con modelli
- Episodio 8: Alieni in un sotterraneo
- Episodio 9: Scatti sott'acqua per "SNAPP"

### Makeovers
- Aamito: Chioma lunga in stile Naomi Campbell
- Cheandre: Ricci voluminosi
- Joyce: Capelli tinti castani
- Marwa: Taglio bob, tinti di nero
- Michelle: Tintura rosso scuro
- Michaela: Lati rasati
- Opeyemi: Chioma nero corvino
- Omowunmi Capelli voluminosi
- Roselyn: Chioma riccia e bionda
- Rhulani: Capelli rasati
- Safira: Capelli rossi
- Steffie Chioma lunga con riga centrale

## Giudici
- Oluchi Onweagba (Presentatrice)
- Josie Borain
- Remi Adetiba
- Carl Isaacs (Stylist)